# Kuznyechik
Kuznyechik (en ruso: Кузнечик) es un cifrado por bloques simétrico. El cual tiene un tamaño de bloque de 128 bits y una longitud de clave de 256 bits. Está definido en el Estándar Nacional de la Federación Rusa GOST R 34.12-2015 in English y también en RFC 7801.
El nombre del cifrado se puede traducir del ruso. como saltamontes, sin embargo, El estándar dice explícitamente que el nombre en inglés para el cifrado es Kuznyechik . Los diseñadores afirman que al nombrar el código Kuznyechik ellos siguen la tendencia de los nombres de algoritmos difíciles de pronunciar. Esto debido a Rijndael y Keccak. También hay un rumor que el algoritmo fue llamado así por sus creadores: A.S.Kuzmin, A.A.Nechaev (Ruso: Кузьмин, Нечаев и Компания).
El Estándar GOST R 34.12-2015 define al nuevo algoritmo en adición al viejo GOST block cipher (Ahora llamado Magma) Uno y no declara obsoleto el antiguo cifrado.
Kuznyechik está basado en una Red de sustitución-permutación, A través de key schedule emplea una Red de Feistel.

## Designaciones
{\displaystyle \mathbb {F} } — Cuerpo finito {\displaystyle GF(2^{8})} {\displaystyle x^{8}+x^{7}+x^{6}+x+1}.
{\displaystyle Bin_{8}:\mathbb {Z} _{p}\rightarrow V_{8}} — {\displaystyle \mathbb {Z} _{p}} ({\displaystyle p=2^{8}})
{\displaystyle {Bin_{8}}^{-1}:V_{8}\rightarrow \mathbb {Z} _{p}} — {\displaystyle Bin_{8}}.
{\displaystyle \delta :V_{8}\rightarrow \mathbb {F} } — {\displaystyle \mathbb {F} }.
{\displaystyle \delta ^{-1}:\mathbb {F} \rightarrow V_{8}} — {\displaystyle \delta }

## Descripción
Para cifrado, descifrado y generación de claves, las siguientes funciones:
{\displaystyle Add_{2}[k](a)=k\oplus a}, donde {\displaystyle k}, {\displaystyle a} son cadenas binarias de la forma {\displaystyle a=a_{15}||}…{\displaystyle ||a_{0}} ({\displaystyle ||} es una cuerda concatenación).
{\displaystyle N(a)=S(a_{15})||}…{\displaystyle ||S(a_{0}).~~N^{-1}(a)} es una transformación invertida de {\displaystyle N(a)}.
{\displaystyle G(a)=\delta (a_{15},}…{\displaystyle ,a_{0})||a_{15}||}…{\displaystyle ||a_{1}.}
{\displaystyle G^{-1}(a)} — transformación invertida de {\displaystyle G(a)} , {\displaystyle G^{-1}(a)=a_{14}||a_{13}||}…{\displaystyle ||a_{0}||\delta (a_{14},a_{13},}…{\displaystyle ,a_{0},a_{15}).}
{\displaystyle H(a)=G^{16}(a)}, where {\displaystyle G^{16}} — composición de transformaciones {\displaystyle G^{15}} and {\displaystyle G} etc.
{\displaystyle F[k](a_{1},a_{0})=(HNAdd_{2}[k](a_{1})\oplus a_{0},a_{1}).}

### La transformación no lineal
Transformación no lineal es dada por subtistuir S = Bin8 S' Bin8−1.
Valores de la sustitución S' se dan como matriz S' = (S'(0), S'(1), …, S'(255)):
{\displaystyle S'=(252,238,221,17,207,110,49,22,251,196,250,218,35,197,4,77,233,}
{\displaystyle 119,240,219,147,46,153,186,23,54,241,187,20,205,95,193,249,24,101,}
{\displaystyle 90,226,92,239,33,129,28,60,66,139,1,142,79,5,132,2,174,227,106,143,}
{\displaystyle 160,6,11,237,152,127,212,211,31,235,52,44,81,234,200,72,171,242,42,}
{\displaystyle 104,162,253,58,206,204,181,112,14,86,8,12,118,18,191,114,19,71,156,}{\displaystyle }{\displaystyle 183,93,135,21,161,150,41,16,123,154,199,243,145,120,111,157,158,178,}
{\displaystyle 177,50,117,25,61,255,53,138,126,109,84,198,128,195,189,13,87,223,}
{\displaystyle 245,36,169,62,168,67,201,215,121,214,246,124,34,185,3,224,15,236,}
{\displaystyle 222,122,148,176,188,220,232,40,80,78,51,10,74,167,151,96,115,30,0,}
{\displaystyle 98,68,26,184,56,130,100,159,38,65,173,69,70,146,39,94,85,47,140,163,}
{\displaystyle 165,125,105,213,149,59,7,88,179,64,134,172,29,247,48,55,107,228,136,}
{\displaystyle 217,231,137,225,27,131,73,76,63,248,254,141,83,170,144,202,216,133,}
{\displaystyle 97,32,113,103,164,45,43,9,91,203,155,37,208,190,229,108,82,89,166,}
{\displaystyle 116,210,230,244,180,192,209,102,175,194,57,75,99,182).}

### Transformación lineal
{\displaystyle \gamma }:
{\displaystyle \gamma (a_{15},}…{\displaystyle ,a_{0})=\delta ^{-1}~(148*\delta (a_{15})+32*\delta (a_{14})+133*\delta (a_{13})+16*\delta (a_{12})+}
{\displaystyle 194*\delta (a_{11})+192*\delta (a_{10})+1*\delta (a_{9})+251*\delta (a_{8})+1*\delta (a_{7})+192*\delta (a_{6})+}
{\displaystyle 194*\delta (a_{5})+16*\delta (a_{4})+133*\delta (a_{3})+32*\delta (a_{2})+148*\delta (a_{1})+1*\delta (a_{0})),}
Las operaciones de suma y multiplicación se realizan en el campo {\displaystyle \mathbb {F} }.

### Generación de clave
algoritmo de generación de claves utiliza constante iterativa {\displaystyle C_{i}=H(Bin_{128}(i))}, i=1,2,…32.
Establece la clave compartida {\displaystyle K=k_{255}||}…{\displaystyle ||k_{0}}.
Llaves iteradas
{\displaystyle K_{1}=k_{255}||}…{\displaystyle ||k_{128}}
{\displaystyle K_{2}=k_{127}||}…{\displaystyle ||k_{0}}
{\displaystyle (K_{2i+1},K_{2i+2})=F[C_{8(i-1)+8}]}…{\displaystyle F[C_{8(i-1)+1}](K_{2i+1},K_{2i}),i=1,2,3,4.}

### Algoritmo de cifrado
{\displaystyle E(a)=Add_{2}[K_{10}]HNAdd_{2}[K_{9}]}…{\displaystyle HNAdd_{2}[K_{3}]HNAdd_{2}[K_{1}](a),} where a — 128-bit string.

### Algoritmo de descifrado
{\displaystyle D(a)=Add_{2}[K_{1}]H^{-1}N^{-1}Add_{2}[K_{2}]}…{\displaystyle H^{-1}N^{-1}Add_{2}[K_{9}]H^{-1}N^{-1}Add_{2}[K_{10}](a).}

## Adopción
VeraCrypt (un fork de TrueCrypt) incluye a Kuznyechik como uno de sus algoritmos de cifrado soportados.

## Código Fuente
https://web.archive.org/web/20160424051147/http://tc26.ru/standard/draft/PR_GOSTR-bch_v4.zip
https://web.archive.org/web/20180406230057/https://fossies.org/windows/misc/VeraCrypt_1.22_Source.zip/src/Crypto/kuznyechik.c (Enlace alternativo para el caso en el que el primer enlace no funcione.)